# 四川银鳞蛛
四川银鳞蛛（学名：Leucauge szechuensis）为肖峭科银鳞蛛属的动物。在中国大陆，分布于四川等地。该物种的模式产地在四川。